# Alvdal
Alvdal és un municipi situat al comtat d'Innlandet, Noruega. Forma part de la regió tradicional d'Østerdalen. El centre administratiu del municipi és el poble homònim. Té 2.425 habitants (2016) i la seva superfície és de 943 km².
Alvdal (juntament amb la part oriental del municipi de Folldal) es va separar del municipi de Tynset per convertir-se en municipi propi el 1864. La part occidental de Folldal va ser traslladada de Dovre (al comtat d'Oppland) a Alvdal (al comtat de Hedmark) el 1884. Folldal es va separar del municipi d'Alvdal el 1914. La línia de ferrocarrils Rørosbane passa per Alvdal.

## Informació general

### Nom
La forma en nòrdic antic del nom era Ofri Elfardalr (que significa " superior de la vall del riu"). El primer element és el cas genitiu de elfr que significa " riu" (referit al riu Glomma) i l'últim element és darl que significa "vall ". Abans del 1918, el municipi va ser anomenat Lille-Elvdalen ("el petit Elvdalen ") per distingir-lo de Store Elvedalen ("el gran Elvedalen ") que ara es diu Stor-Elvdal.

### Escut d'armes
L'escut d'armes és modern. Se'ls va concedir el 25 de novembre de 1988. L'escut mostra els extrems davanters de dos esquís de plata sobre un fons blau. L'escut representa la història i la importància de l'esquí a la zona.

## Geografia
Alvdal està vorejat per Tynset al nord, Rendalen a l'est i al sud, Stor-Elvdal cap al sud, i Folldal a l'oest. La muntanya més alta del municipi és el cim de Storsølnkletten, de 1.827 metres sobre el nivell del mar.

## Residents notables
L'escriptor i humorista Kjell Aukrust va néixer a Alvdal. El municipi li va dedicar un premi d'honor per les seves obres. Aukrust és famós per la creació de la localitat noruega fictícia de Flåklypa i el seu elenc de personatges idiosincràtics.